# Однольків
Однолькі́в — село в Україні, в Ічнянській міській громаді Прилуцького району Чернігівської області. Населення становить 47 осіб. До 2017 року орган місцевого самоврядування — Щурівська сільська рада.

## Географія
Село Однольків знаходиться на правому березі річки Смош в місці впадання в неї річки Гмирянка, вище за течією на відстані 3 км розташоване село Іценків, нижче за течією на відстані 2,5 км розташоване село Ряшки, на протилежному березі - село Щурівка. Вище за течією річки Гмирянка на відстані 1 км знаходиться село Городня. 
Список наявних у Малоросійській губернії селищ 1799-1801 років містить х.Однольнівський Прилуцького повіту, де мешкало 24 податкові душі.
На мапі 1869 року - х.Аднельківський на 25 хат.